# Energieertrag
Unter dem Energieertrag versteht man die in einem bestimmten Zeitraum (meist ein Jahr) von einem Kraftwerk erzeugte elektrische Energie. Der Begriff wird nicht nur auf größere Anlagen wie Kohlekraftwerke, Flusskraftwerke oder Kernkraftwerke, sondern auch auf kleinere bis kleinste Anlagen wie Photovoltaikanlagen oder Windenergieanlagen angewendet.
Kraftwerke können aus verschiedenen Gründen nicht ständig ihre Nennleistung erbringen. Die Gründe hängen vom Kraftwerketyp ab. Beispielsweise sind Windkraftwerke vom Wind abhängig, Flusskraftwerke vom jeweiligen Wasserstand. Auch typische Grundlastkraftwerke wie Kohle- oder Kernkraftwerke weisen Stillstandszeiten auf, beispielsweise im Zuge von Revisionen, Ausfällen, oder bei längerer und zu geringer Nachfrage nach elektrischer Energie. Um den Nutzen einer solchen Anlage anzugeben, wird der Begriff Energieertrag verwendet.
Der Energieertrag errechnet sich aus der durchschnittlich erbrachten Leistung multipliziert mit der Zeitdauer, in welcher die durchschnittliche Leistung erbracht wurde. Die physikalische Einheit des Energieertrags wird üblicherweise in Wattstunden (Wh) und Vielfachen davon angegeben.
Der Quotient aus dem realen Energieertrag dividiert durch den theoretisch maximalen Energieertrag wird spezifischer Energieertrag genannt.